# 朱以庄
朱以庄（1955年—），四川南江人，汉族，中共党员。中华人民共和国政治人物、第十一届全国人民代表大会四川地区代表。
毕业于四川省工商管理学院工商管理专业，担任四川省泸州市委书记，市人大常委会主任。2008年，当选为全国人大代表，任期5年。2011年，转任中共四川省委副秘书长，翌年，他再转任国有企业四川交通投资集团董事长。